# Château Latour

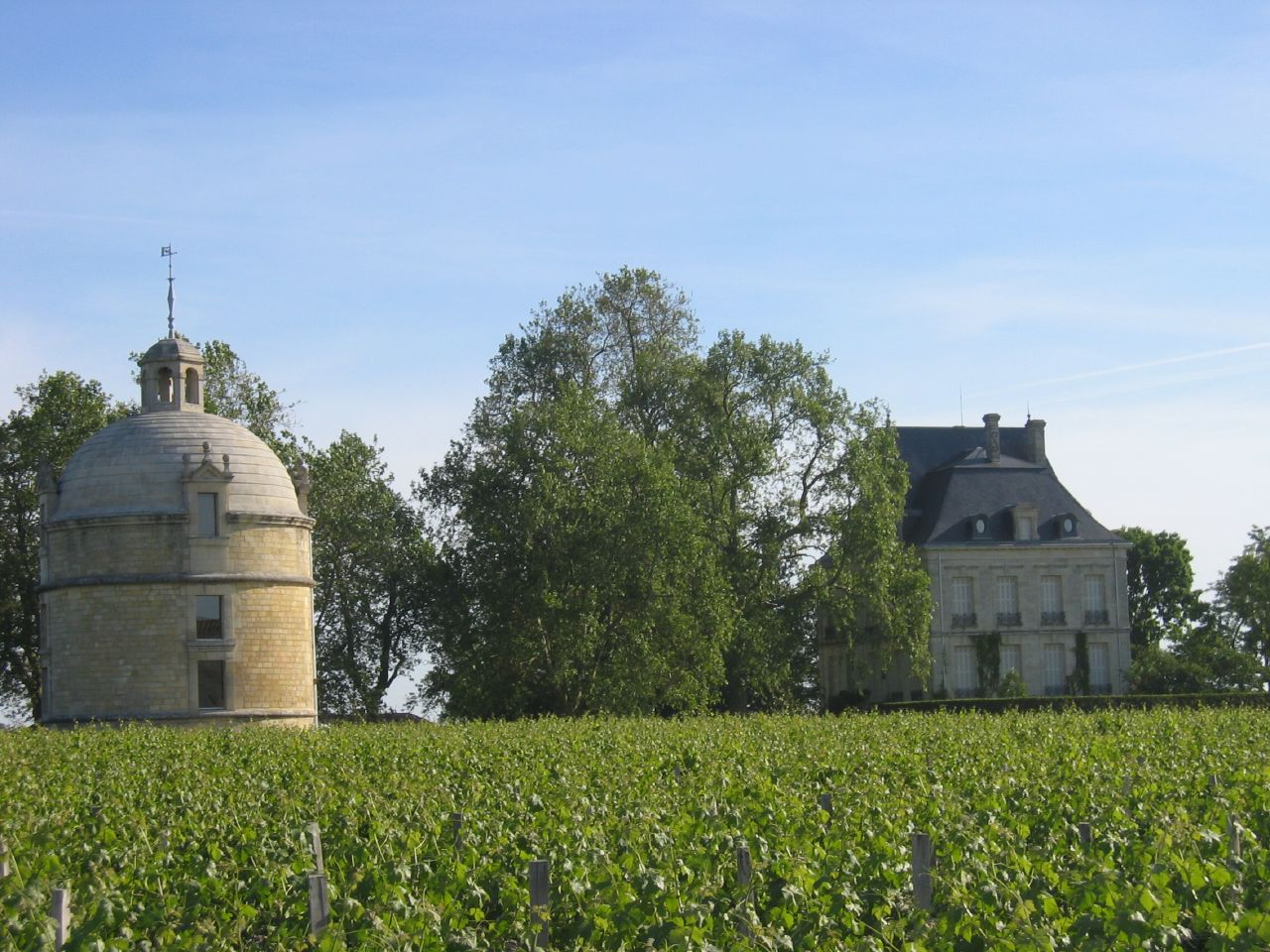
Château Latour — мальовничий вид господарства

Château Latour, (Шато Латур)  — французьке виноробне господарство, розташоване у комуні Пояк (фр. Pauillac), округу Медок (фр. Medoc), регіону Бордо. Згідно з «Офіційною класифікацією вин Бордо 1855 року», господарство належить до категорії «Перші крю» (фр. Premiers crus), тобто найвищої категорії в класифікації. Входить у п'ятірку найкращих виробників вин Бордо, разом із Château Mouton Rothschild (Шато Мутон Ротшильд), Château Margaux (Шато Марго), Château Lafite Rothschild (Шато Лафіт Ротшильд) та Château Haut-Brion (Шато О-Бріон). 
Виготовляє три види червоного вина з власних виноградників: 
- Grand Vin de Château Latour — основне або «перше» вино господарства;
- Les Forts de Latour — «друге» вино господарства;
- Pauillac — «третє» вино господарства.

Понад 80% акцій господарства належить Франсуа Піно (фр. François Pinault) — відомому французькому антрепренеру і підприємцю. 

## Історія господарства
Історія господарства бере свій початок з XIV століття. У 1378 році, на місці де розташоване господарство, усього в 300 метрах від естуарію Жиронди стояла англійська сторожова вежа. Сторожова вежа  була збудована для оборони у Столітній війні. З часом назва «вежа» (фр. La tour) перетворюється у назву навколишніх земель. Землі знаходились в руках англійців аж до 1453 року, коли Битва при Кастійоні поклала край англійському пануванню на французьких землях, і землі перейшли під корону Франції. Сторожова вежа не збереглася, а символом господарства стала збудована у 1620 році кругла вежа фр. La Tour de Saint-Lambert. Вважається, що нова вежа була збудована за зразком старої, яка не збереглася.

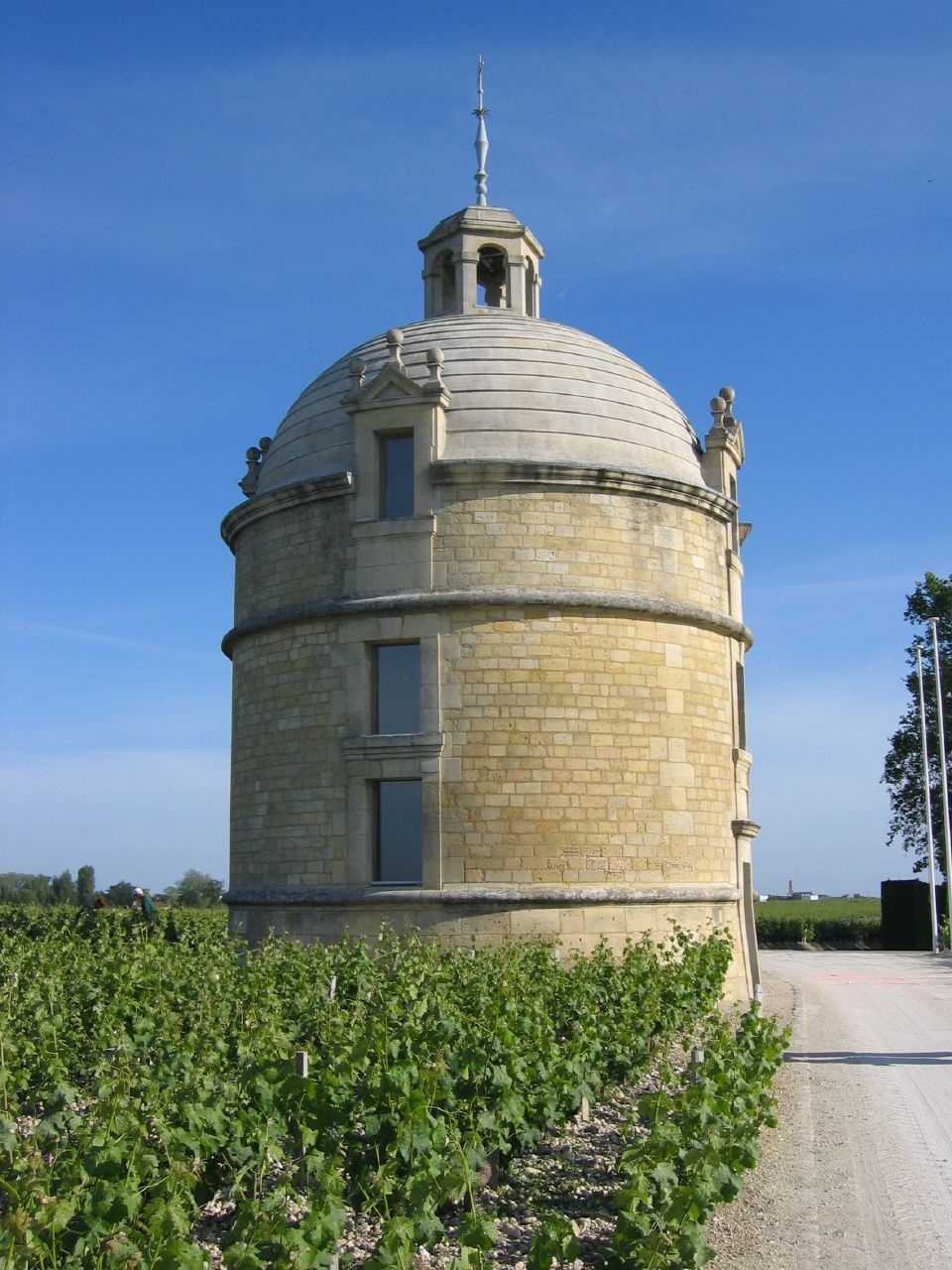
Château Latour — вежа, символ господарства

Перші згадки про існування на місці господарства виноградних лоз датовані XIV століттям, а вино Латур згадується у письмових нарисах XVI століття Мішеля де Монтеня. Під кінець XVI століття декілька господарств разом із їх земельними наділами були об'єднані в одне сім'єю де Мулле.
Родове володіння господарством продовжувалось з 1670 року аж до 1963 року. Нерухомість сім'ї була придбана сім'єю де Шаванн і перейшла, після одруження спадкоємиці, сім'ї де Клозель у 1677 році. У 1695 році Олександр де Сегюр (фр. Alexandre de Ségur) одружується на Марії-Терезі де Клозель (фр. Marie-Thérèse de Clauzel), у результаті чого господарство Латур стало належати сім'ї де Сегюр, яке уже володіло господарством Лафіт. У 1718 році Ніколя-Олександр де Сегюр (фр. Nicolas-Alexandre de Ségur) додав до своїх володінь Château Mouton Rothschild та Château Calon-Ségur і розпочав виготовляти високоякісні вина. Широковідомим вино Латур стало на початку XVIII століття, після досягнення популярності на ринку Англії поряд із Лафіт, Марго та О-Бріон.
У 1755 році, після смерті Ніколя-Олександра де Сегюра, майно було поділене між його чотирьох дочок, три з яких, успадкували Латур у 1760 році, і за відсутності власників, господарством керував розпорядник, який постійно вів детальну переписку з власницями. Отримуючи більшу увагу ніж від майбутніх власників (вони віддавали перевагу Лафіт), Латур покращив свою якість, і став улюбленим вином Томаса Джефферсона, який на той момент був послом у Франції. У 1787 році La Tour de Ségur (так на той момент називалось господарство) отримало категорію виноробного господарства першого класу у власній класифакації розробленій Джефферсоном.
З початком Великої французької революції власність господарства була розділена. Граф де Сегюр-Кабанак покинув Францію, а його частина була продана державою на аукціоні у 1794 році, і після зміни декількох проміжних власників, урешті-решт у 1830-х перейшло у власність Barton & Guestier. Господарство залишалось розділеним до 1841 року, коли сім'єю Сегюр було досягнуто успіху у змові з метою виставити нерухомість на продаж, в результаті чого вони змогли викупити частину втраченого майна. У 1842 році було створено об'єднання Société Civile de Château Latour, виключно для сімей, які в подальшому стали аукціонерами.
Після Всесвітньої виставки 1855 року Латур отримало категорію «Перше крю» у Офіційній класифікації вин Бордо 1855 року, що підвищило його репутацію та забезпечувало йому високу ціну. Теперішня власність Шато Латур (фр. Château Latour) була утворена у 1864 році.

### Сучасна історія

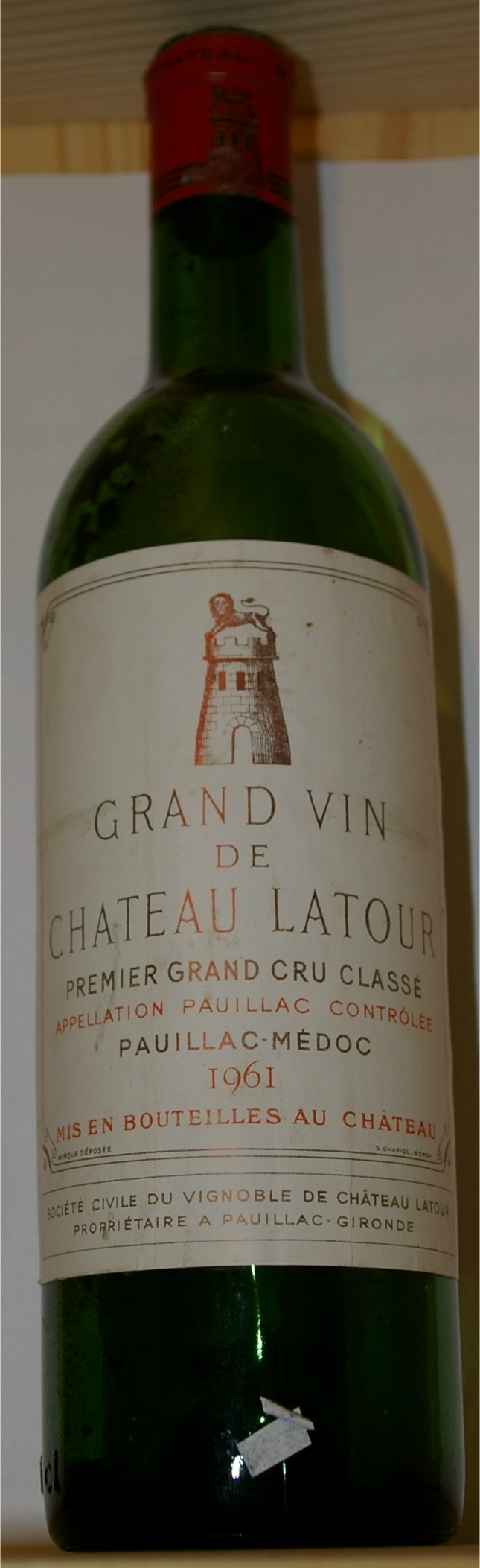
Пляшка Grand Vin de Château Latour 1961 року

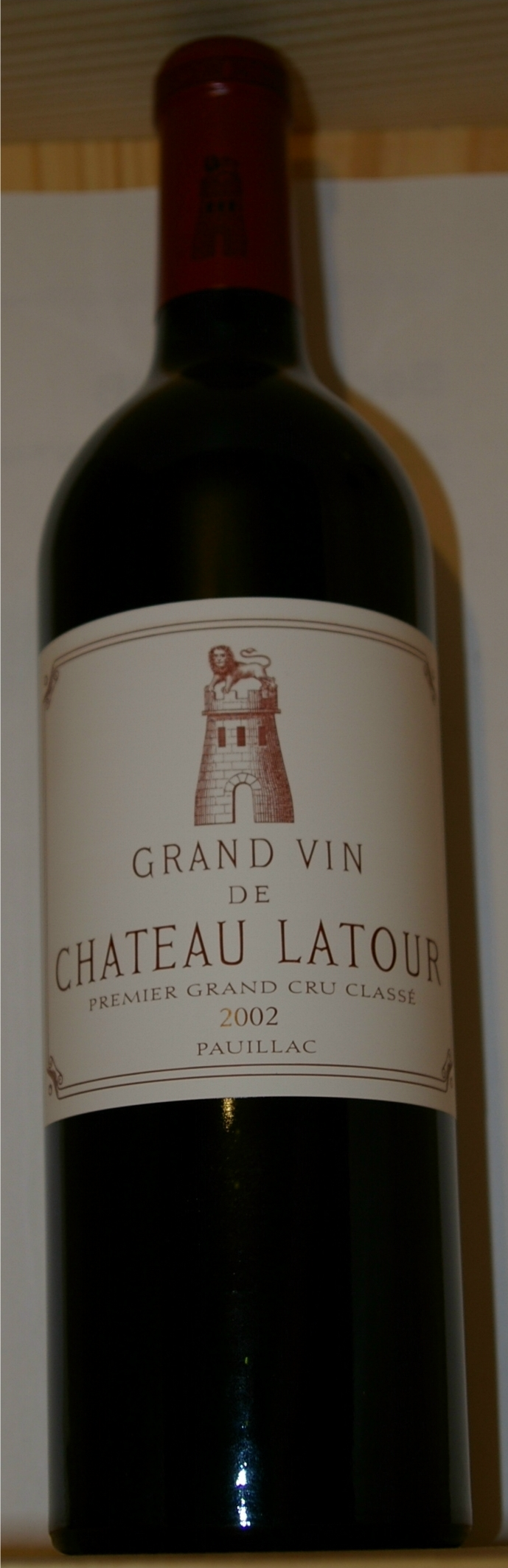
Пляшка Grand Vin de Château Latour 2002 року

У 1963 році господарство остаточно покинула сім'я Сегюр, яка на той момент іменувалась де Бомон (фр. de Beaumont), коли спадкоємці продали 75% акцій Шато Латур, британській Pearson Group підконтрольній Лорду Коудрею (англ. Lord Cowdray). Анрі Мартен та Жан-Поль Гардер були назначені як керівники господарства. Цей період характерний впровадженням багатьох новацій. Були вкладені інвестиції у дослідження пов'язані з вирощуванням винограду, та технологіями виготовлення та зберігання вина. Виноградники були розширені, шляхом купівлі нових і розсадки існуючих лоз. Чай (фр. chai) було розширено, і Латур стало першим господарством із категорії «Перші крю» класифікації 1855 року, яке перейшло від старих дубових бродильних чанів (не плутати з витримкою вина у дубових бочках), до бродильних ємностей із нержавіючої сталі з контролем температури. Тоді ж було запроваджено виготовлення «другого» вина із молодих виноградних лоз, а для Grand Vin de Château Latour було прийнято рішення, використовувати виноград виключно з тих виноградників, які ростуть лише на землі, що була включена в господарство з 1759 року. Мартен і Гардер офіційно подали у відставку у 1987 році, після 24 років роботи на господарство. 
У 1989 році господарство було куплено за близько 110 млн. фунтів компанією Allied Lyons. У 1993 році господарство знову повернулось у французьку власність, коли його купив за 86 млн. фунтів підприємець Франсуа Піно, після чого господарство було додане до холдингової компанії Groupe Artemis.
У грудні 2008 року повідомлялось, що інвестиційний банк Lazard пропонував господарство на продаж. The Sunday Times, припускала, що серед зацікавлених осіб були винний магнат Бернар Магре (фр. Bernard Magrez) з акторами Жераром Депардьє та Кароль Буке. Ця угода, по суті, повертала одне з п'яти господарств категорії «Перші крю», згідно з класифікацією 1855 року, під контроль резидента Бордо уперше за декілька десятиліть.

## Виробництво
На сьогодні площа виноградників у господарстві становить 65 гектарів (за даними thewinedoctor.com 78 гектарів ), з яких 47 росте на ділянці навколо «шато», що називається фр. l'Enclos. Саме на l'Enclos вирощують виноград, що йде на виробництво «першого» вина Grand Vin de Château Latour. Ділянка займає землю характерну для ділянок, на яких зростає найкращий виноград у Медоці. Ділянка охоплює увесь пагорб, межує на півночі і півдні з двома струмками, а на сході з болотистим естуарієм Жиронди.
Ґрунт під виноградниками лежить на основі ранніх четвертинних відкладів, які знайдені у багатьох регіонах, що виробляють найкращі вина Бордо. На таких відкладах ростуть виноградники Château Haut-Brion у Грав, Château Cheval Blanc та Château Figeac у Сент-Емільйон, і Château d’Yquem у Сотерні. Для таких ґрунтів характерна велика кількість каменів (40-50%), що робить ґрунт бідним, проте покращує його проникність та аерацію. А це у свою чергу гарантує високу якість вирощеного винограду. 

### Сорти винограду
Сортовий склад виноградних лоз господарства розподілений наступним чином: 80% Каберне Совіньйон, 15% Мерло. На виноградники сорту Каберне Фран і Пті Вердо припадає усього 5% лоз господарства.

### Вина
- Як правило сортовий склад вина Grand Vin de Château Latour залежить від урожаю: 75% Каберне Совіньйон, 20% Мерло, решта Каберне Фран і Пті Вердо. Річний обсяг виробництва «першого» вина становить 18 000 ящиків (приблизно 108 тис. пляшок).
- Les Forts de Latour, «друге» вино, як правило, складається з 70% Каберне Совіньйон, 30% Мерло. Річний обсяг виробництва вина становить 11 000 ящиків (приблизно 66 тис. пляшок)[1].
- Річний обсяг виробництва Pauillac «третього» вина господарства становить приблизно 26-30 тис. пляшок.

Сумарний річний обсяг виробництва вина у господарстві становить 200-220 тисяч пляшок.

## Цікаві факти
- Вежа, що є символом господарства, була збудована у 1620 році; за призначенням була голуб'ятником.

### Ціна
Ціна пляшки вина Château Latour, так само як і інших вин категорії «Перші крю», є високою і зазвичай лежить в межах сотень євро за пляшку менш популярних років, та декількох тисяч чи десятків тисяч євро за пляшку старих вин.
| Вінтаж         | 1892   | 1898   | 1906   | 1928   | 1931   | 1937   | 1945   | 1958   | 1959   | 1961   | 1982   | 1986  | 1996  | 1997  | 2000   | 2005   | 2008  |
| -------------- | ------ | ------ | ------ | ------ | ------ | ------ | ------ | ------ | ------ | ------ | ------ | ----- | ----- | ----- | ------ | ------ | ----- |
| Ціна у гривнях | 74 317 | 37 425 | 28 447 | 40 158 | 10 766 | 10 014 | 49 007 | 11 280 | 24 029 | 45 006 | 23 320 | 5 672 | 9 622 | 4 520 | 14 116 | 11 938 | 8 824 |

### Фінансова інформація
Chateau Latour має маржу у 80% в 2009 році (24,8 млн євро чистого доходу при 31,5 млн доходу). 

### Шато Латур в культурі
Шато Латур згадується у мультсеріалі Сімпсони сезон 15, епізод 15. 